# Václav Vojtěch Červenka z Věžnova
Václav Vojtěch Červenka z Věžnova (1636 Turnov – 1694 Litoměřice) byl český římskokatolický duchovní, spisovatel a historik, kanovník Katedrální kapituly u sv. Štěpána v Litoměřicích a v letech 1682 – 1694 arciděkan v Plzni.

## Životopisné údaje
Narodil se roku 1636 v Turnově, kde byl vychován a získal základy vzdělání. Roku 1652 se odebral na gymnázium Tovaryšstva Ježíšova v Jičíně a studoval zde humanitoria. Poté odešel studovat do Prahy, kde byl jako stipendista Ferdinandovy nadace přijat mezi chovance konviktu sv. Bartoloměje. Získal titul mistra filozofie, poté absolvoval studia teologie.
Vysvěcen na kněze byl v roce 1662 a první mši svatou odsloužil v Mnichově Hradišti. Působil jako farář v Nové Vsi, od roku 1668 pak byl děkanem v Jičíně. V Jičíně se zvlášť stýkal s Bohuslavem Balbínem a na jičínské jezuitské koleji i s barokním básníkem Friedrichem Bridelem. V letech 1682–1689 působil jako arciděkan v Plzni a vikářem plzeňského kraje. V roce 1689 se stal kanovníkem v litoměřické kapitule.
Zemřel roku 1694 v Litoměřicích, přičemž jeho smrti předcházela mrtvice, po níž o něj pečoval proslulý lékař Mathias Ulben.

## Dílo
Byl spisovatelem a historikem. Vedle pastýřských prací se zabýval velmi pilně českou historií. Zabýval se biografií o životě Albrechta z Valdšteina. Díky svým kontaktům s Bohuslavem Balbínem, P. Pěšinou, císařským knihovníkem Lamberciem a jinými získal mnoho informací, které pak zachytil ve svých knihách. Díky spisu: „Splendor et Gloria domus Waldsteinianae“, získal velikou důvěru hradeckého biskupa Jana Bedřicha z Valdštejna, který mu otevřel dveře k vyšším kontaktům.
Císař Leopold I. mu začal být nakloněn, dovolil mu užívat k historickým pracím svého archivu i císařské knihovny.
Získal postupně duchovní hodnosti, ale odměnou za historické, literární a pastýřské práce i erb a titul "z Věžnova".
Jeho krátký životopis sepsal Fortunát Durych.

### Publikační činnost
- ČERVENKA V.V. z Věž.: Splendor et Gloria domus Waldsteinianae, Praha 1673